# Зантероглу, Христос
Христос Зантероглу (греч. Χρήστος Ζαντέρογλου, 12 июля 1940, Неа-Иония — 4 марта 2023) — греческий футболист, игравший на позиции защитника, затем тренер. Он сыграл в 13 матчах за сборную Греции с 1964 по 1969 год.

## Футбольная карьера

### На коллективном уровне
Он начал заниматься футболом в 1955 году в команде «Ники Волос», цвета которой он защищал десять лет. Он был ключевым игроком команды, в 1961 году завоевавшей право выступать в Первой национальной лиге, а также в последующие четыре года (1961—65) в высшем дивизионе, отыграв в общей сложности 114 матчей.
В июле 1965 года он подписал контракт с «Олимпиакосом», где пробыл пять лет, в составе команды дважды став победителем чемпионата (в сезонах 1965—66 и 1966—67) и обладателем кубка Греции в 1968 году.
Он провел три года в «Эгалео» в период с 1970 по 1973 год и завершил свою карьеру, играя за «Атромитос» Афины в течение двух лет (1973—75), отметив в 1974 году переход в национальную команду «А». Всего он сыграл 361 матч в высшей лиге.

### В сборных
Он играл 13 раз за сборную Греции: два, будучи футболистом «Ники Волос», и 11 раз — «Олимпиакоса». Его дебют состоялся 12 февраля 1964 года в выездном матче предолимпийского турнира против Великобритании.

### Смерть
Умер 4 марта 2023 года в возрасте 82 года.

## Тренерская карьера
После завершения футбольной карьеры он работал тренером. Он был в техническом руководстве нескольких клубов, в том числе «Астерас» (Зографос), «Панетоликос», «Фостирас», «Левадиакос», «Ахарнаикос», «Калитея», «Иродотос» и «Ники Волос». Он также был членом технического персонала в «Олимпиакосе», а также техническим директором «Калитеи».